# Пушкинская волость (Усманский уезд)
Пушкинская во́лость — административно-территориальная единица Усманского уезда Тамбовской губернии с центром в селе Пушкино.
По состоянию на 1890 год состояла из 4 селений. Население — 3834 человека (1931 мужского пола и 1903 — женского), 547 крестьянских и 13 прочих дворов.

## История
Волость образована после реформы 1861 года.
Волостное управление на основании Общего положения о крестьянах 1861 года составляли:
1. Волостной сход;
2. Волостной старшина с волостным правлением;
3. Волостной крестьянский суд.

Волостные правления были ликвидированы постановлением Совнаркома РСФСР от 30 декабря 1917 года «Об органах местного самоуправления». Управление волости передавалось волостным съездам советов и волисполкомам.
Постановлением ВЦИК РСФСР от 4 января 1923 г. передан в состав Воронежской губернии.

## Населенные пункты

### Состав волости в конце XIX века
По данным Усманского земского собрания на 1886 год на территории волости располагались:
села:
- Пушкино
- Хворостянка (Софьино).

деревни:
- Сергеевка

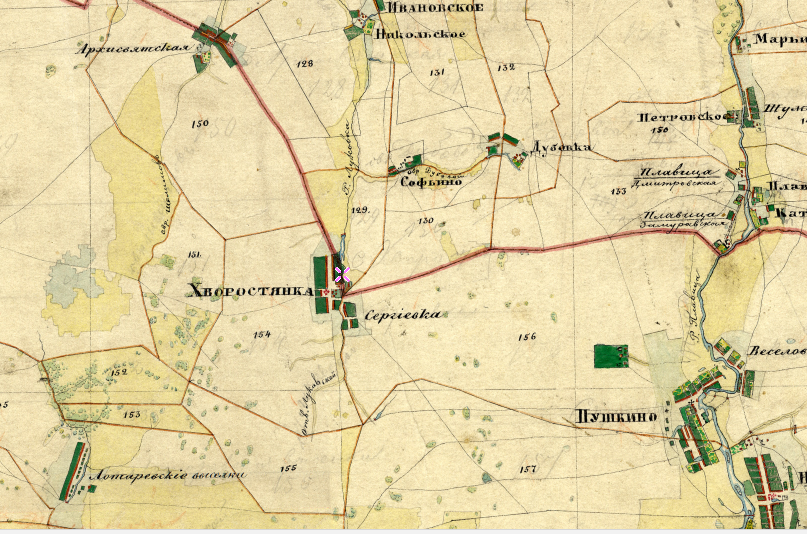
Пушкино. Фрагмент карты Менде.

- Трисвятская (Абазиновка, Березовый Лог)

сельцо:
- Екатерины Васильевной Мариной при д. ТрисвятскаяХрам с. Пушкино

хутора:
- Графини Остен-Сакен
- дворянина Андриана Мазараки

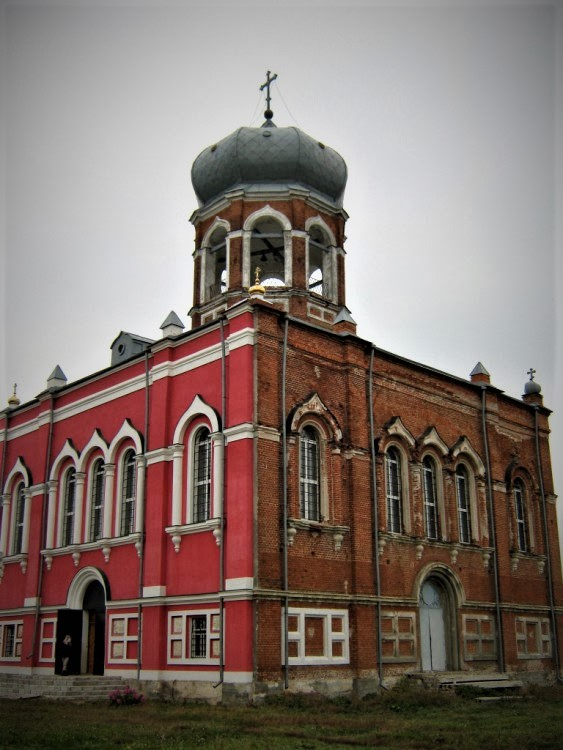
Храм с. Пушкино

- дворянина Федора Федоровича Понтиева
- купца Сергея Ивановича Хренникова. Купец 1 гильдии, Почетный гражданин Липецка, в 1883 году — гласный Земского собрания[5].
- купца Заболотского
- купцов Потокиных

Водяная мельница графини Остен-Сакен на реке Плавица в с. Пушкино.

### Состав волости в 1914 г.
Крупнейшие поселения волости по состоянию на 1914 год:

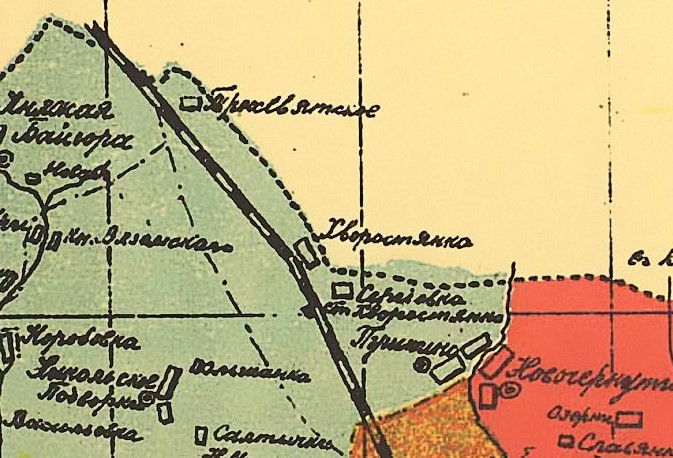
Фрагмент карты Усманского уезда 1914 года

- Пушкино — 2062 жителя. Земская и церковно-приходская школы, кредитное товарищество, винокуренный завод княгини А. А. Голицыной.
- Хворостянка — 1416 жителей. Земская и церковно-приходская школы.
- Сергеевка — 500 жителей.
- Трисвятское — 311 жителей[7].